# Fernand Massip
Pour les articles homonymes, voir Massip.
Fernand Massip, né le 10 juin 1884 dans le 14e arrondissement de Paris et mort le 20 juillet 1958 à Abbeville, est un footballeur français évoluant au poste de défenseur.

## Carrière
Fernand Massip, commis-libraire, évolue au Red Star lorsqu'il connaît sa première et unique sélection en équipe de France de football. Il affronte le 27 novembre 1913 lors d'un match amical l'équipe d'Angleterre de football amateur. Les Français s'inclinent sur le score de quatre buts à un. Massip est fautif sur le 2e but des Anglais. 
Massip, ancien du SA Montrouge, a aussi joué sous le maillot de l'AS Française.  
Élu secrétaire général de la Commission d’association du comité de Paris en avril 1907, il deviendra collaborateur du journal L’Intransigeant et de l’hebdomadaire Sporting pendant la guerre. Dans les années 1920, après avoir œuvré pendant la guerre dans un bataillon de chasseurs à pied puis dans l’artillerie d’assaut au camp de Cercottes à Orléans, on le retrouvera correcteur d’imprimerie pour le journal Le Temps. 